# Carnevale di Castrovillari
Il Carnevale di Castrovillari è una manifestazione culturale della città di Castrovillari. Carnevale fra i più noti della Calabria, affonda le sue radici in una lunga tradizione popolare.
Si svolge tradizionalmente tra l'ultima domenica di Carnevale (in alcune edizioni anche la precedente) ed il martedì grasso. Contemporaneamente alle tradizionali sfilate in maschera, nei giorni compresi nel periodo carnevalesco, si tengono numerose manifestazioni, iniziative culturali e di intrattenimento collegate all'evento principale.

## La festa

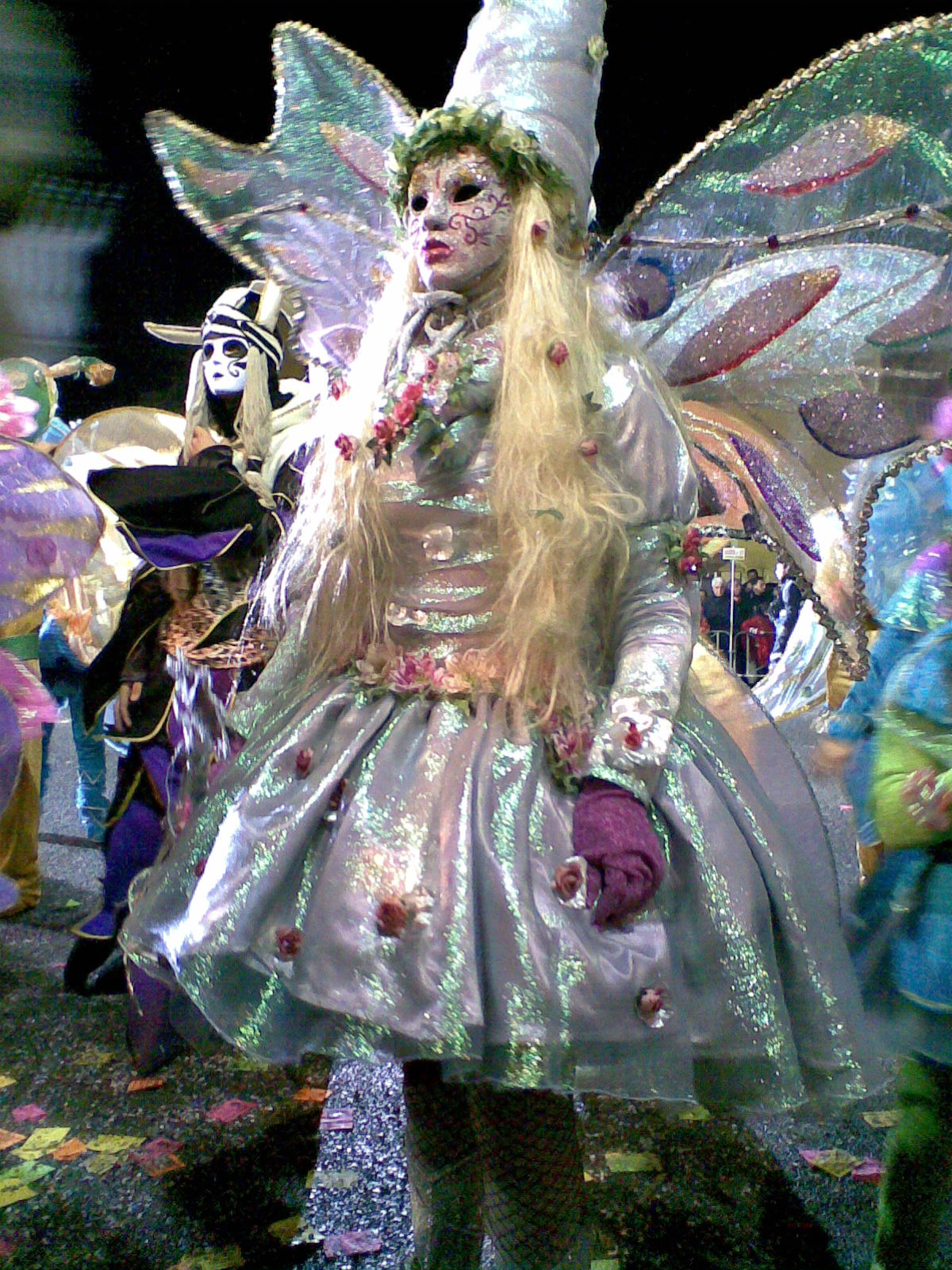
Carnevale di Castrovillari, sfilata delle maschere (edizione 2008).

Di origini antiche, la sua prima certa attestazione è del 1635, allorquando venne diffusa la storia di Organtino (farsa vernacolare di Cesare Quintana) proprio in occasione dei riti carnascialeschi. La sua fondazione ufficiale avvenne però nel 1959, anno dal quale con la collaborazione della locale Pro loco e dell'amministrazione municipale, si diede inizio alla manifestazione con la partecipazione di gruppi spontanei e l'allestimento di carri allegorici.
Tradizionalmente, gli eventi hanno il loro inizio ufficiale con il contrasto fra Re Carnevale e la Quaresima, quindi l'incoronazione del Re e la consegna delle chiavi cittadine. Successivamente il programma prosegue con spettacoli teatrali ed esibizioni musicali e folkloriche.
Tra gli appuntamenti più rilevanti, è costantemente presente nelle varie edizioni il Gran Galà del Folklore, serata di gala nel corso della quale si esibiscono tutti i gruppi ospiti del Festival Internazionale del Folklore provenienti dall'Europa e dal resto del mondo. Affiancando e caratterizzando sin dalle prime edizioni il carnevale, si conclude con la consegna del Premio Cultura, riconoscimento che ogni anno viene conferito da una giuria al gruppo folk che attraverso coreografie, canti e danze tipiche, ha meglio rappresentato le tradizioni culturali ed etniche del proprio Paese di origine.
Per i carri ed i gruppi è stato istituito un concorso nel 1989; un'apposita cerimonia con giuria specializzata, valuta con voto palese alla conclusione delle sfilate i gruppi e i carri più belli decretandone il vincitore, in base alla qualità della performance e alla bellezza dei costumi.
Il MIBACT (con D.M. del 3/2/2017)  al Carnevale di Castrovillari riconosce il valore storico e culturale nell’ambito della Tradizione Italiana e lo inserisce nella graduatoria delle manifestazioni carnascialesche a cui riconoscere un contributo finanziario per l'anno 2016

## Eventi ospitati
- Festival Internazionale del Folklore
- Premio Cultura
- Gran Galà del Folklore
- Sirinata d'à Savuzizza
- Concorso fotografico
- Nelle edizioni del 2005[4][5],  2006[6] e 2007[7] viene ospitata la cerimonia di premiazione del "Premio Internazionale di Studi demo-etno-atropologici G. Pitrè-S. Salomone Marino", promosso dal Centro internazionale di etnostoria di Palermo[8], premio considerato da alcuni il “Nobel degli antropologi”

## Premi

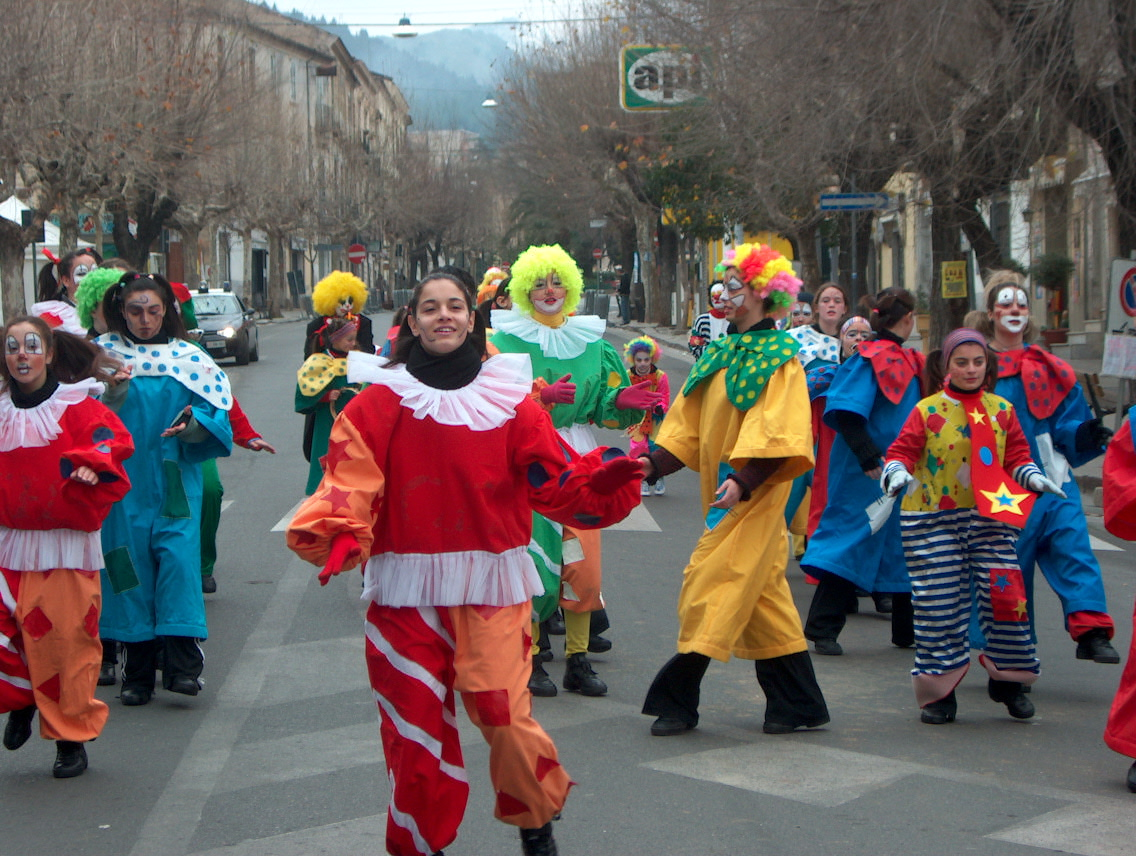
Carnevale 2004

### Albo d'oro del "Premio Cultura"
- Anno 2002: Associazione culturale Gruppo folk città di Assemini
- Anno 2003: Alma flamenca (Spagna)
- Anno 2004: Repubblica di Angola Mbunguis (Luanda)
- Anno 2005: Gruppo danze popolari Mirlo Srzentil (Montenegro)
- Anno 2006: Coros y danzas de Ronda (Spagna)
- Anno 2007: Tamburaska Skola Natorek (Croazia)
- Anno 2008: Museo dell'arte etnico internazionale (Assemini); ProLoco del Pollino (Castrovillari)
- Anno 2009: Kassac tribal (Senegal)
- Anno 2010:  Kohorumi Batumi (Georgia)
- Anno 2011: Acas “Ivo Lola Ribar”(Serbia)
- Anno 2012: Federazione Tradizioni Popolari - Romania